# Fundația Europeană Drăgan
Fundația Europeană Drăgan este o organizație pe scară europeană, constituită în mod legal în anul 1967 de profesorul Iosif Constantin Drăgan. Încă din anul 1950 prof. Drăgan a început primele inițiative europene, începând cu publicația Buletin European, (primul număr din 15 martie 1950), editată fără continuitate, unite ulterior în mod stabil și coerent de către Fundația Europeană Drăgan. 
Sarcina Fundației este aceea de a promova cultura, atât prin răspândirea și propagarea ideilor, cât și prin cercetare, cu scopul de a dezvolta, printr-o mai bună cunoaștere reciprocă, diversele culturi ale popoarelor, un spirit de colaborare și de comuniune între națiuni, finalizată prin formarea unei conștiințe europene. 
Pentru a realiza scopurile statutare, Fundația Europeană Drăgan, în cursul vieții sale a dat naștere la multe activități internaționale: universități private (Universitatea Europeană Drăgan în România, Golden Age University la Milano), cursuri de specializare post-universitare, activități editoriale, un Centru de Cibernetică și Asociația Europeană pentru studiul Bioeconomiei, crearea de reviste specializate, dintre care Buletinul European, colaborarea cu Asociația Geoarheologică, realizarea Centrului de Cercetări Istorice din Veneția, Centrul Internațional de Studii Tracice, CERMA (Centru European de Cercetări Medicale Aplicate), organizarea de cicluri de conferințe și simpozioane internaționale cu variate teme culturale și științifice: istorie, științe politice, bunuri culturale, medicină, arheologie, dreptul umanitar, cooperare juridică internațională, științe umane, dialog între religii, bioeconomia și altele. 
Fundația consideră că o reală unitate europeană nu este doar un eveniment politic și economic, ci trebuie să se realizeze prin crearea unei adevărate comunități culturale europene. Din acest motiv, în centrul diverselor activități dezvoltate în cursul anilor a stat dorința europeană de a favoriza, prin respectul și recunoașterea diferențelor și eterogenității, creația și dezvoltarea unei comunități culturale europene.